# Epiphora testenoirei
Epiphora testenoirei är en fjärilsart som beskrevs av Eugène Louis Bouvier 1929. Epiphora testenoirei ingår i släktet Epiphora och familjen påfågelsspinnare. Inga underarter finns listade i Catalogue of Life.